# Список дипломатичних місій Литви

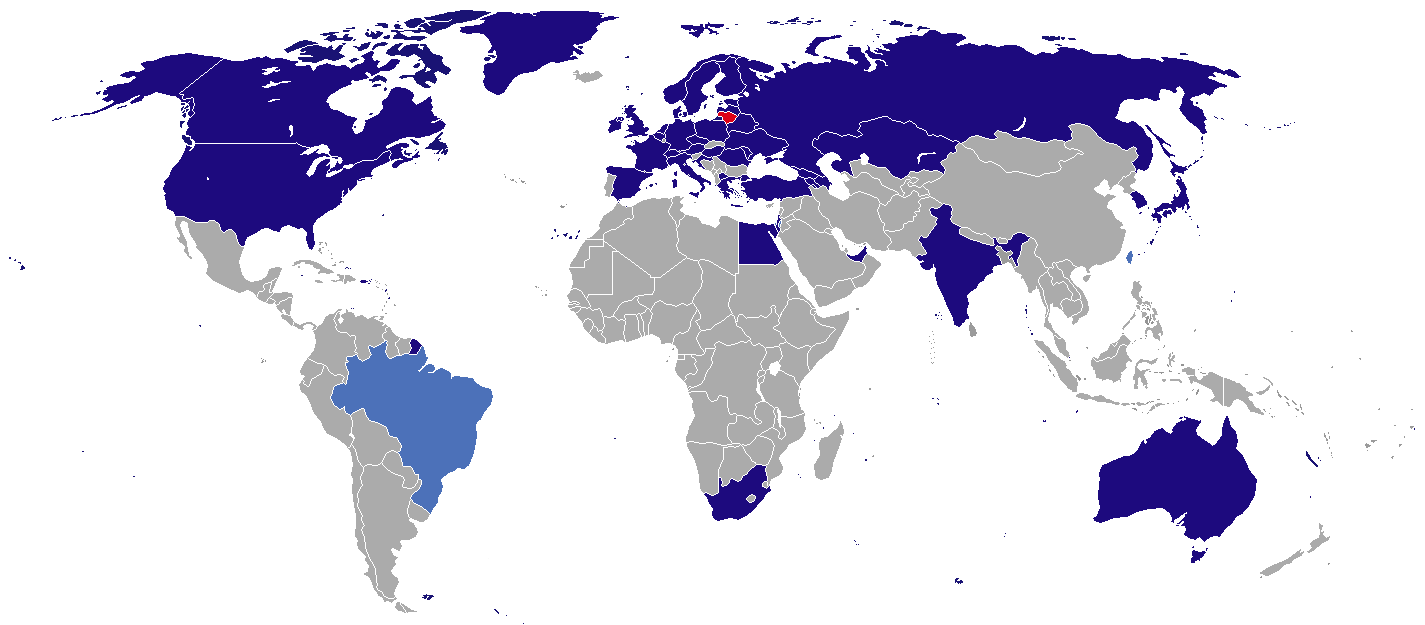
Країни, де є посольство Литви

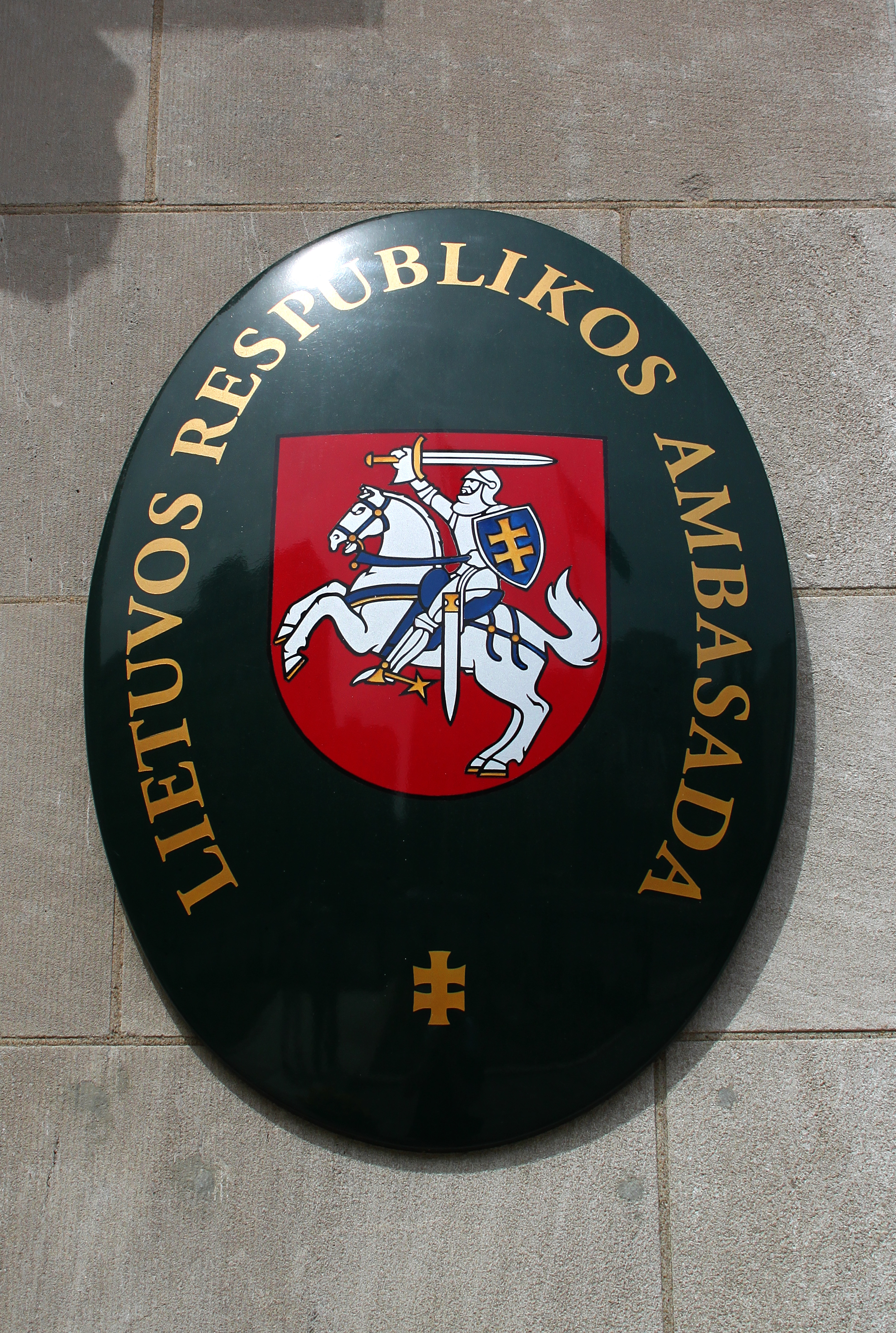
Табличка, яку вішають на будівлі литовських посольств

Нижче представлено список дипломатичних місій Литви. Литва має посольства в 40 країнах світу, а також 11 генеральних консульств.

## Посольства
| Посольство в               | Акредитоване в                                                              |
| -------------------------- | --------------------------------------------------------------------------- |
| Австрія                    | Словаччина Словенія Хорватія                                                |
| Азербайджан                | Туркменістан                                                                |
| Бельгія                    | Алжир Люксембург                                                            |
| Білорусь                   |                                                                             |
| Ватикан                    | Мальтійський орден                                                          |
| Велика Британія            | Ефіопія Оман Португалія Африканський Союз                                   |
| Вірменія                   |                                                                             |
| Греція                     | Албанія Кіпр                                                                |
| Грузія                     |                                                                             |
| Данія                      | Ісландія                                                                    |
| Естонія                    |                                                                             |
| Єгипет                     | Йорданія Катар Кувейт Ліван ОАЕ Саудівська Аравія Ліга арабських держав     |
| Ізраїль                    |                                                                             |
| Індія                      | Бангладеш Непал Шрі-Ланка                                                   |
| Ірландія                   |                                                                             |
| Іспанія                    | Андорра Аргентина Всесвітня туристична організація                          |
| Італія                     | Лівія Мальта Сан-Марино Продовольча та сільськогосподарська організація ООН |
| Казахстан                  | Киргизстан Таджикистан                                                      |
| Канада                     |                                                                             |
| КНР                        | В'єтнам Монголія М'янма Південна Корея Таїланд                              |
| Латвія                     |                                                                             |
| Молдова                    |                                                                             |
| Нідерланди                 | Організація із заборони хімічної зброї                                      |
| Німеччина                  |                                                                             |
| Норвегія                   |                                                                             |
| Палестина (представництво) |                                                                             |
| ПАР                        | Ангола Ботсвана Намібія                                                     |
| Польща                     |                                                                             |
| Росія                      | Узбекистан                                                                  |
| Румунія                    | Болгарія                                                                    |
| США                        | Мексика                                                                     |
| Туреччина                  | Іран Пакистан                                                               |
| Угорщина                   | Боснія і Герцеговина Північна Македонія Сербія Чорногорія                   |
| Україна                    |                                                                             |
| Фінляндія                  |                                                                             |
| Франція                    | Марокко Монако Туніс                                                        |
| Чехія                      |                                                                             |
| Швейцарія                  | Ліхтенштейн                                                                 |
| Швеція                     |                                                                             |
| Японія                     | Австралія Індонезія Малайзія Нова Зеландія Сінгапур Філіппіни               |

## Генеральні консульства
- Білорусь: Гродно
- Бразилія: Сан-Паулу
- Іспанія: Валенсія
- Казахстан: Алмати
- Польща: Сейни
- Росія: Калінінград
- Росія: Санкт-Петербург
- Росія: Совєтськ
- США: Лос-Анджелес
- США: Нью-Йорк
- США: Чикаго

## Представництва в міжнародних організаціях
- Європейський Союз: Брюссель
- Рада Європи: Страсбург
- НАТО: Брюссель
- ООН: Нью-Йорк
- ООН та інші міжнародні організації: Женева
- ЮНЕСКО: Париж
- Представництво Литви при міжнародних організаціях у Відні:
  -  Організація з безпеки і співробітництва в Європі
  -  ООН
  - Організація Договору про цілковиту заборону ядерних випробувань

## Галерея

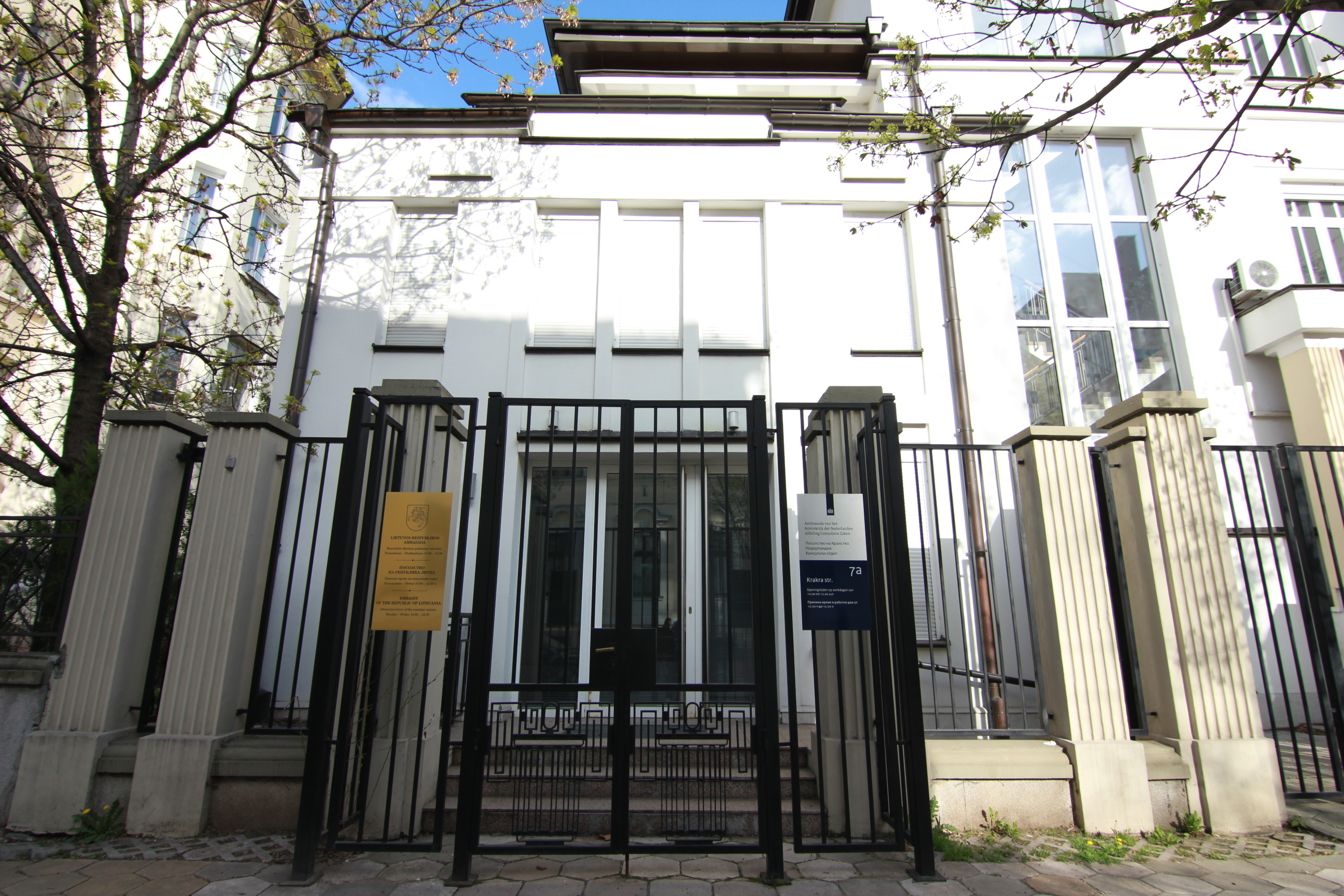
Посольство Литви в Болгарії
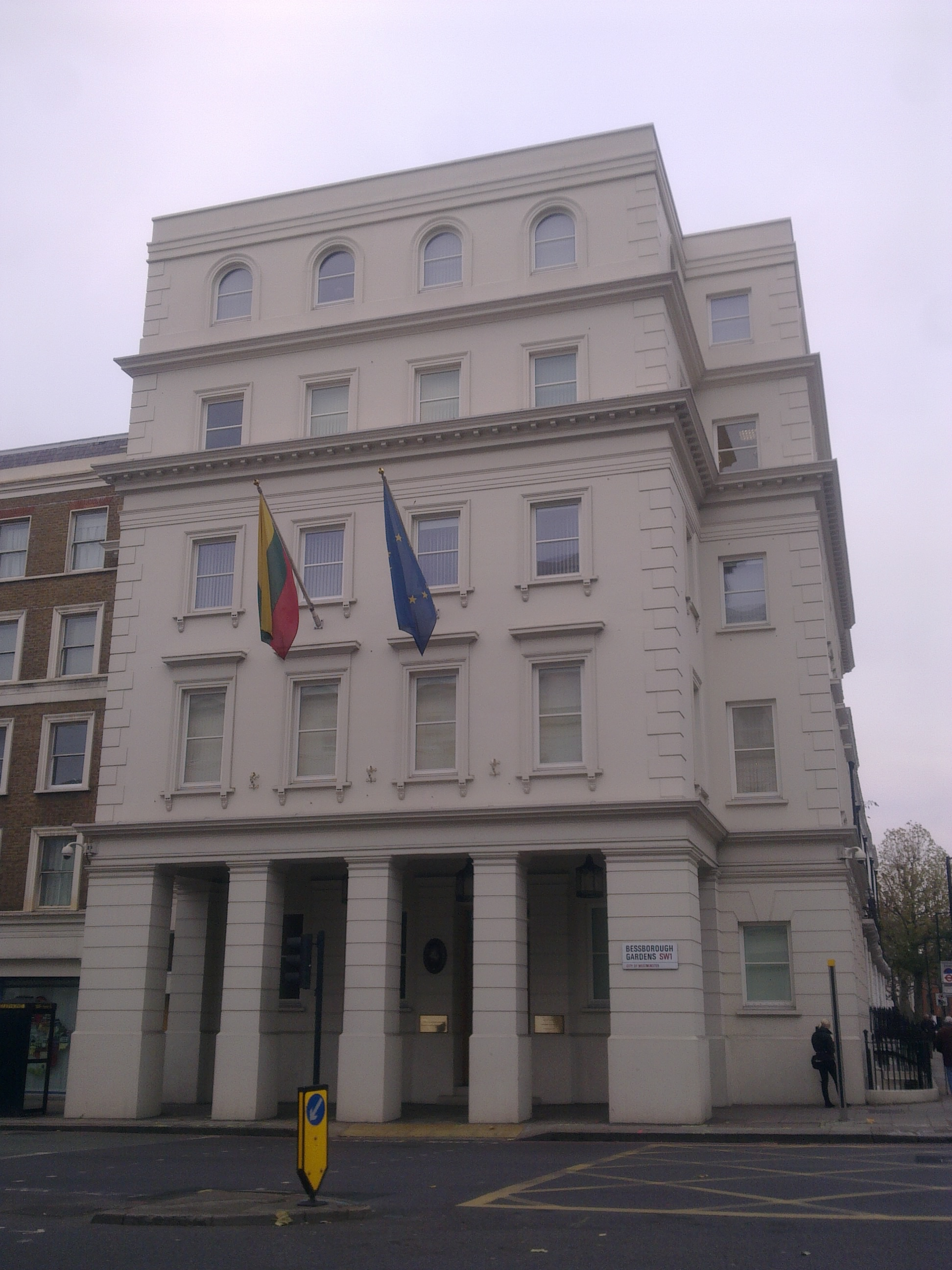
Посольство Литви у Великій Британії
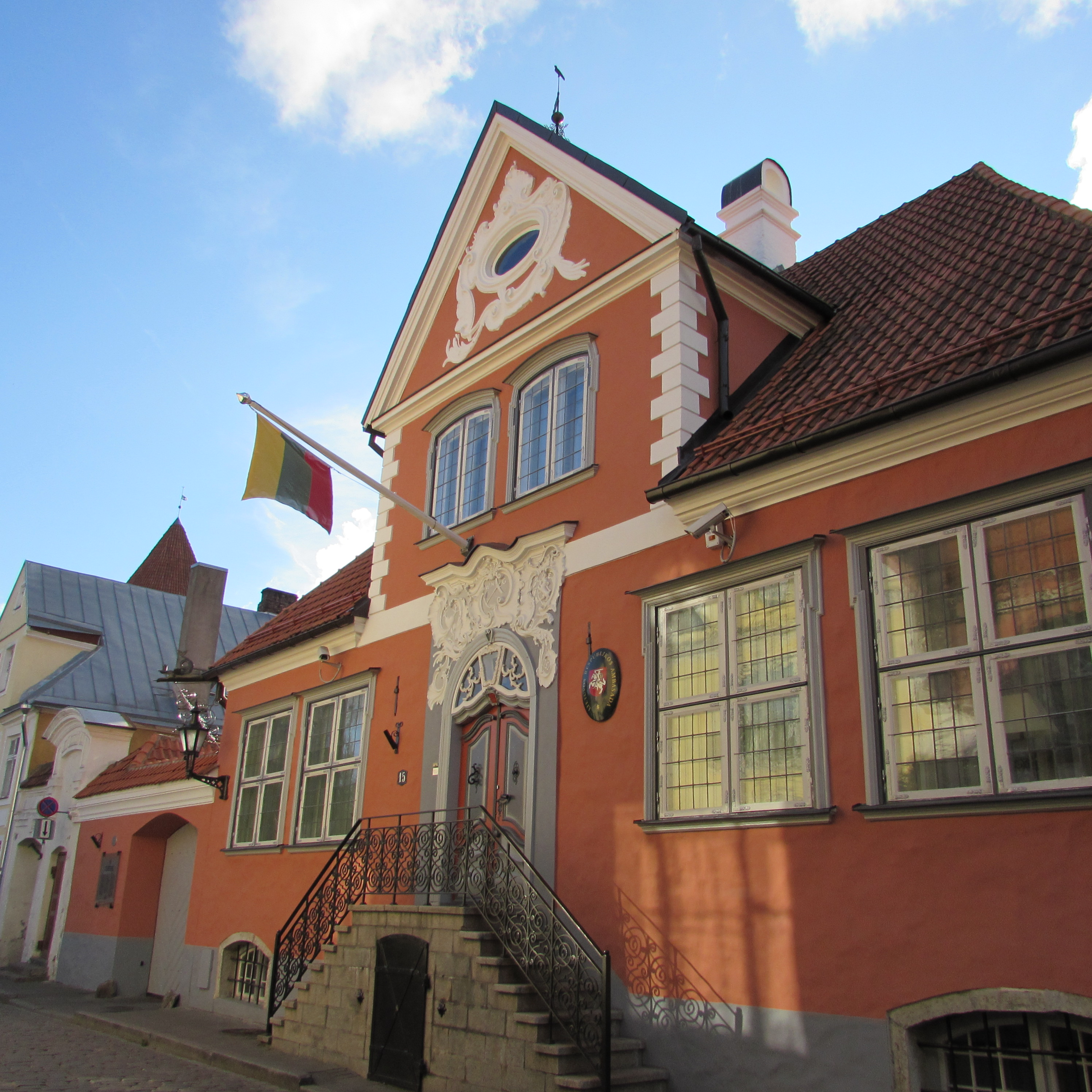
Посольство Литви в Естонії
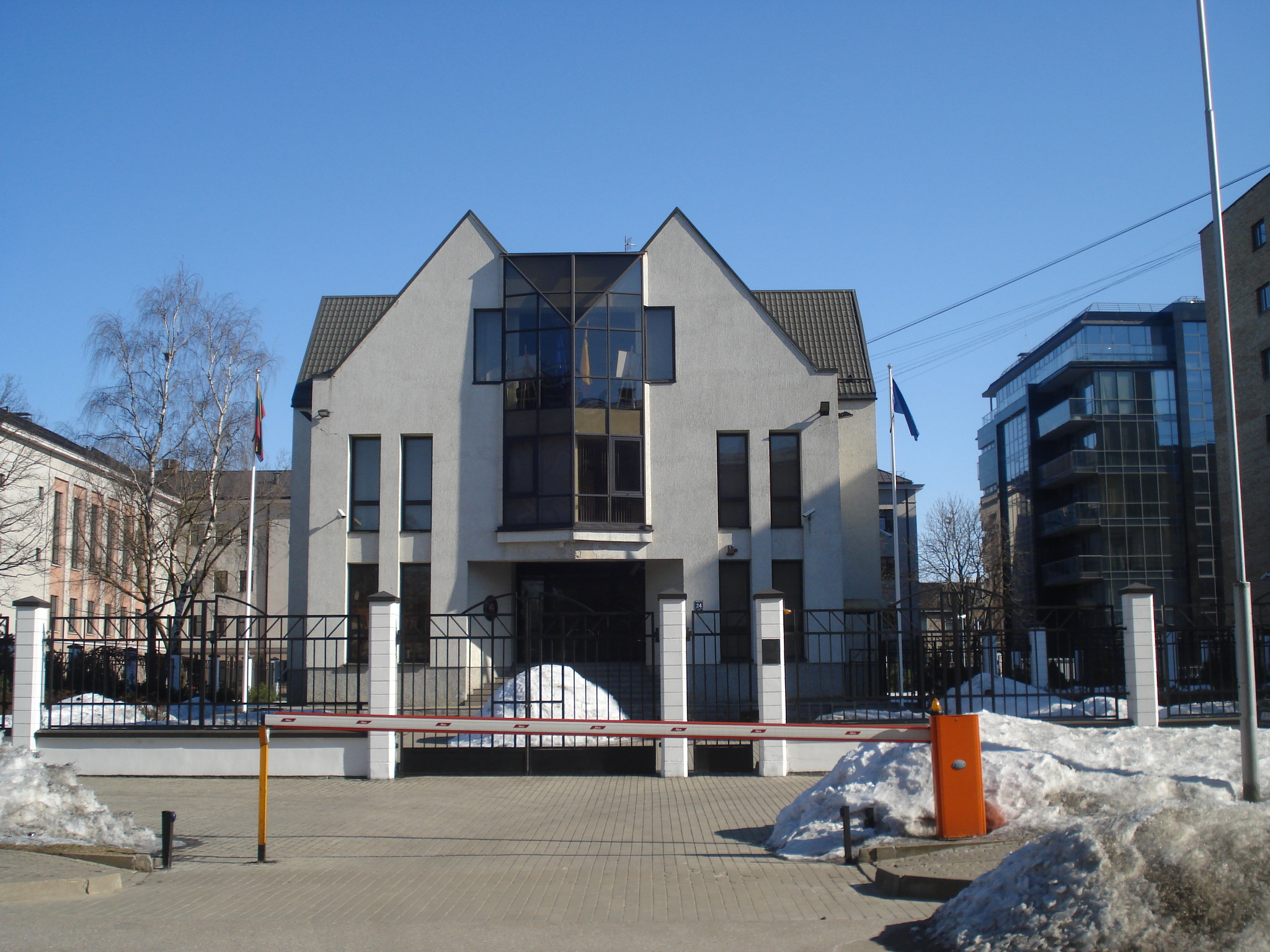
Посольство Литви в Латвії
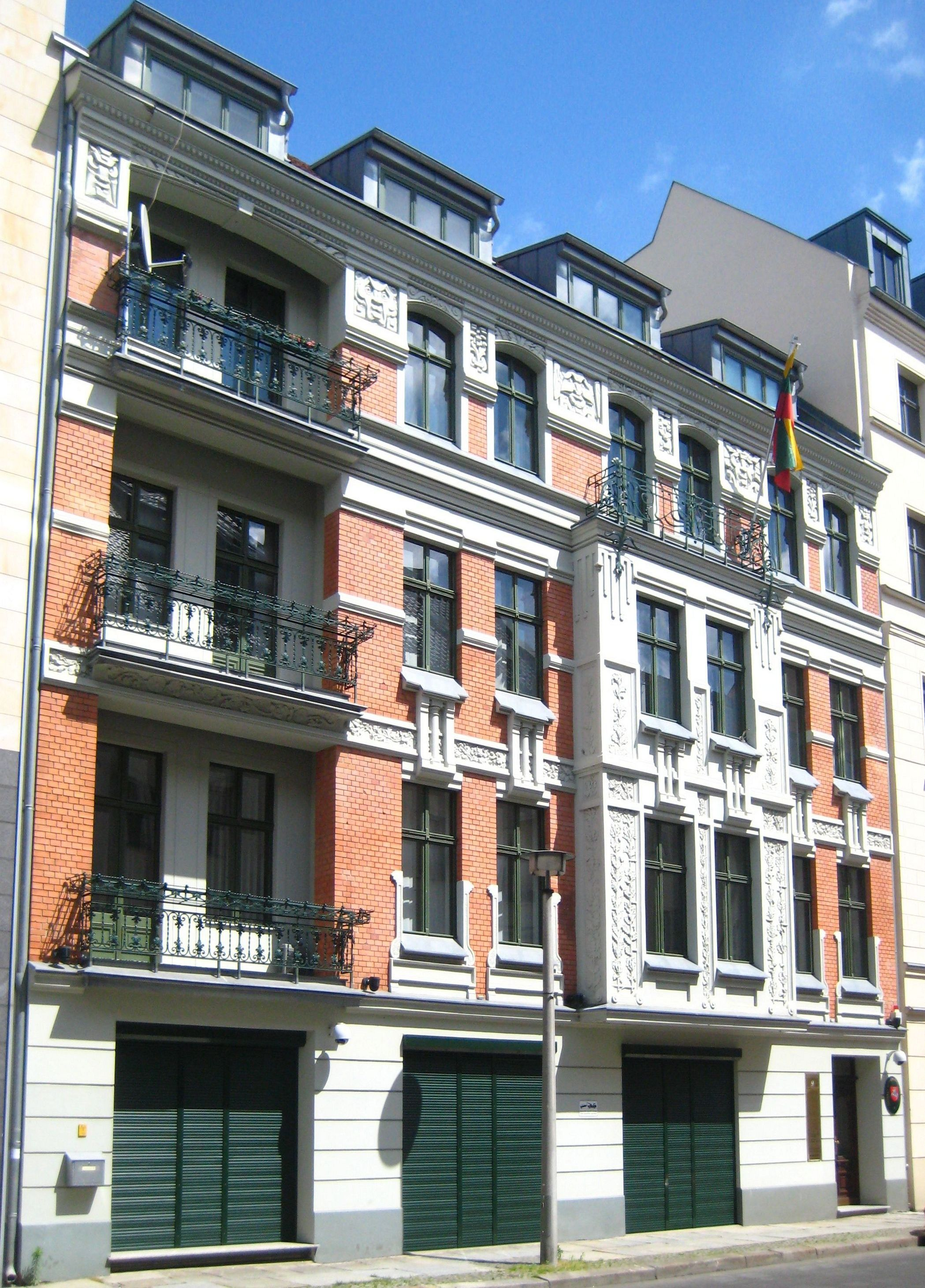
Посольство Литви в Німеччині
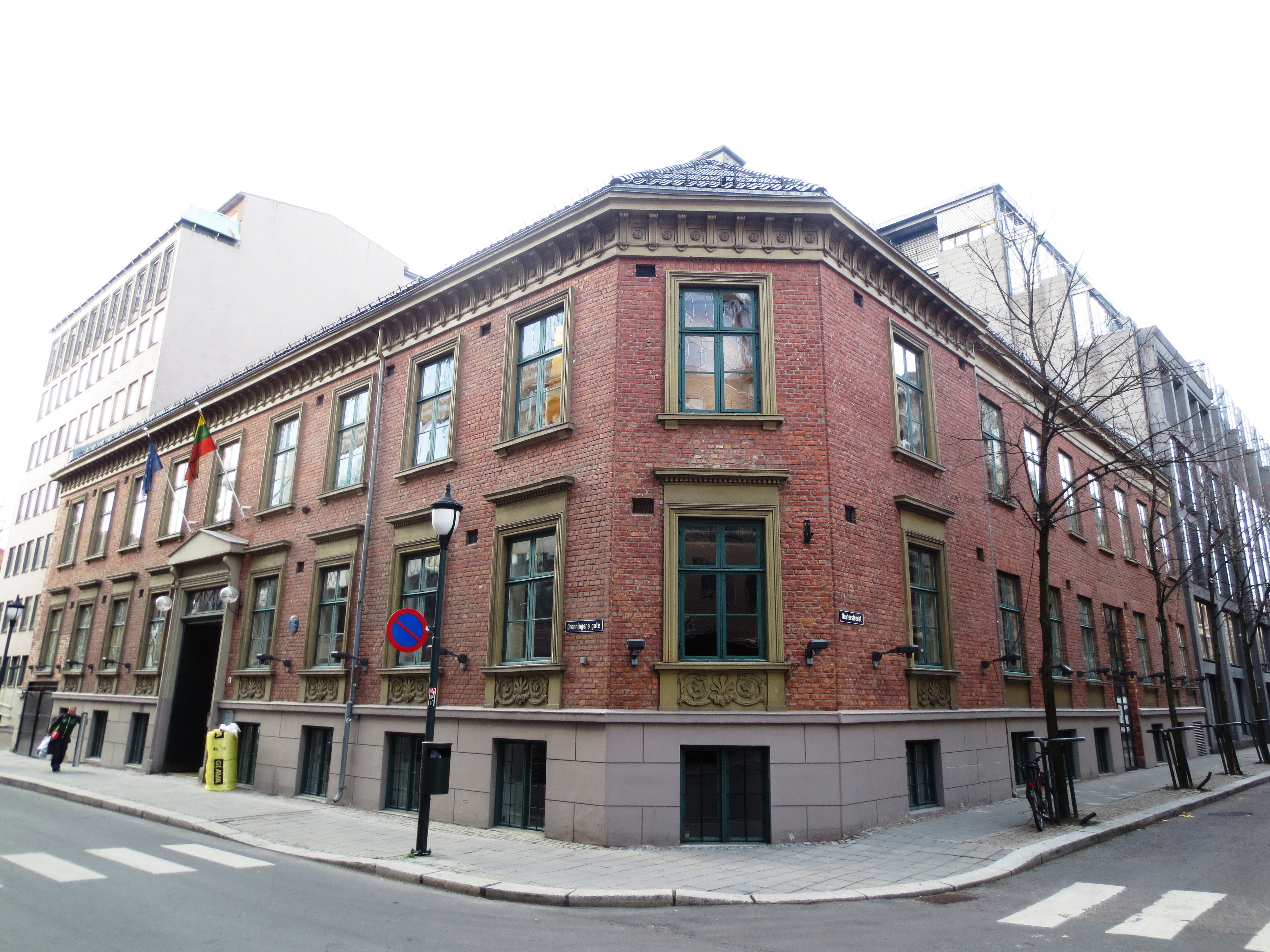
Посольство Литви в Норвегії
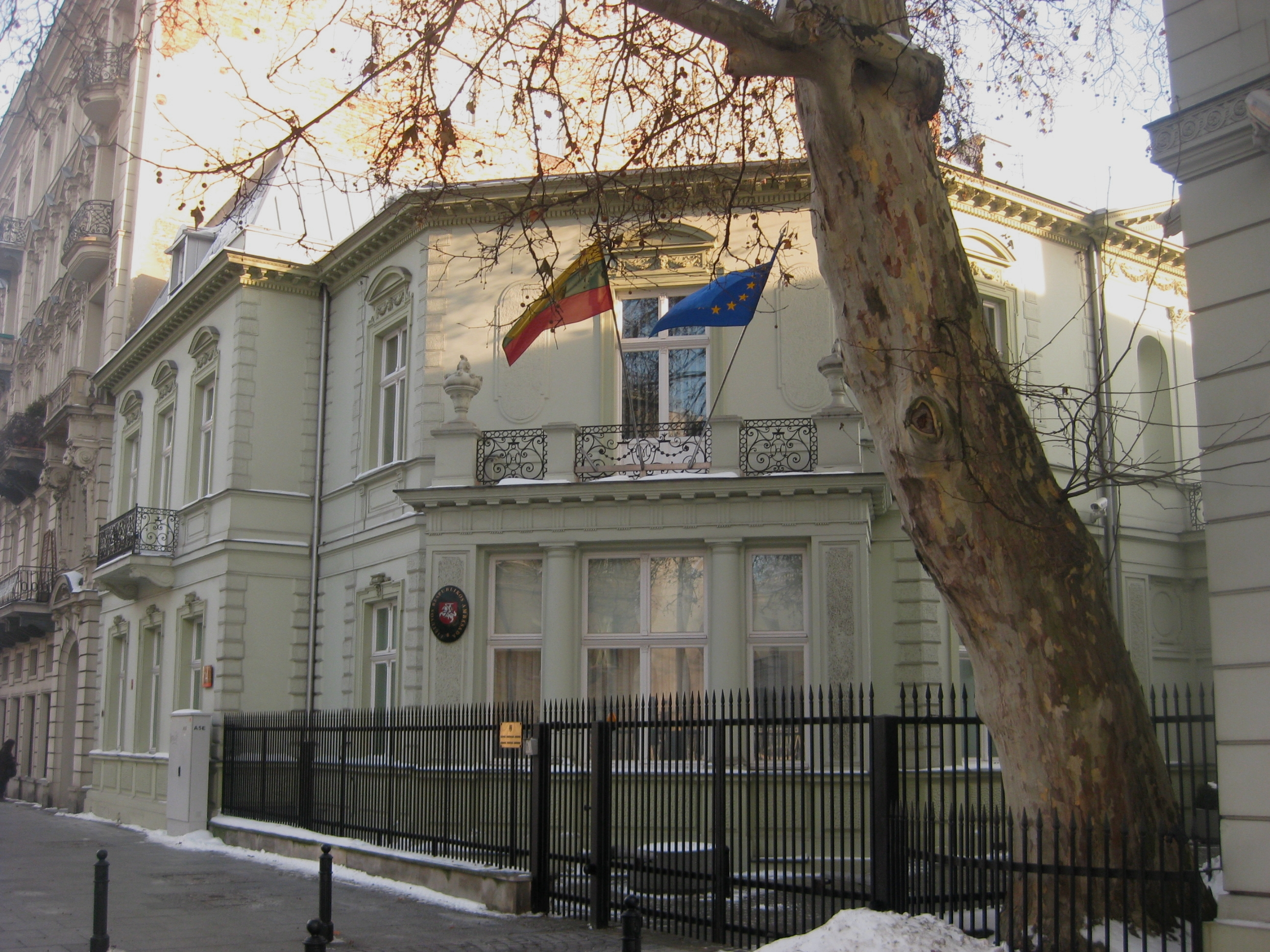
Посольство Литви в Польщі
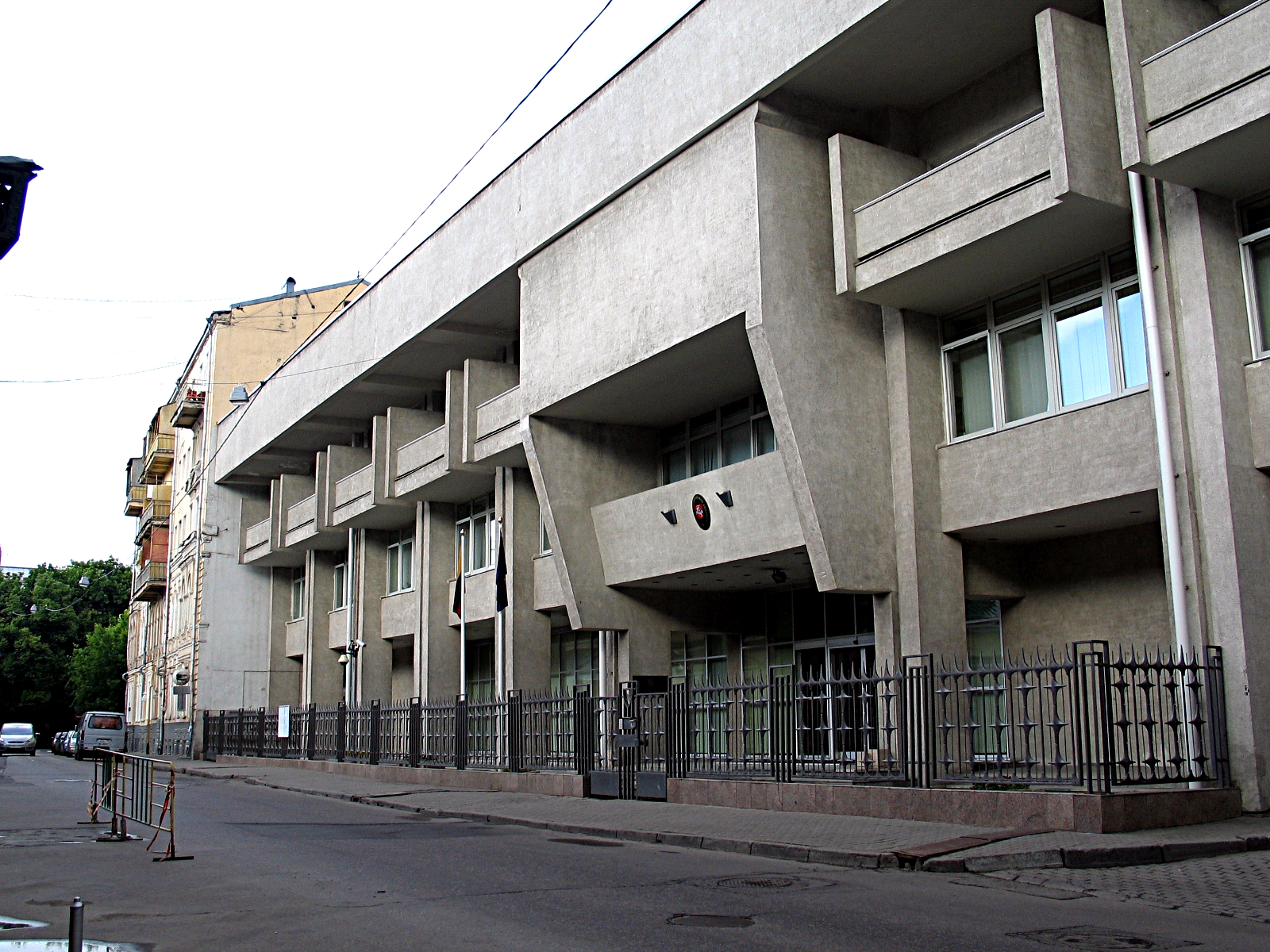
Посольство Литви в Росії
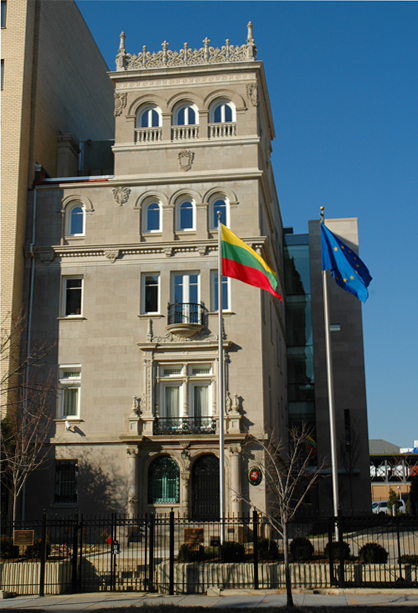
Посольство Литви в США
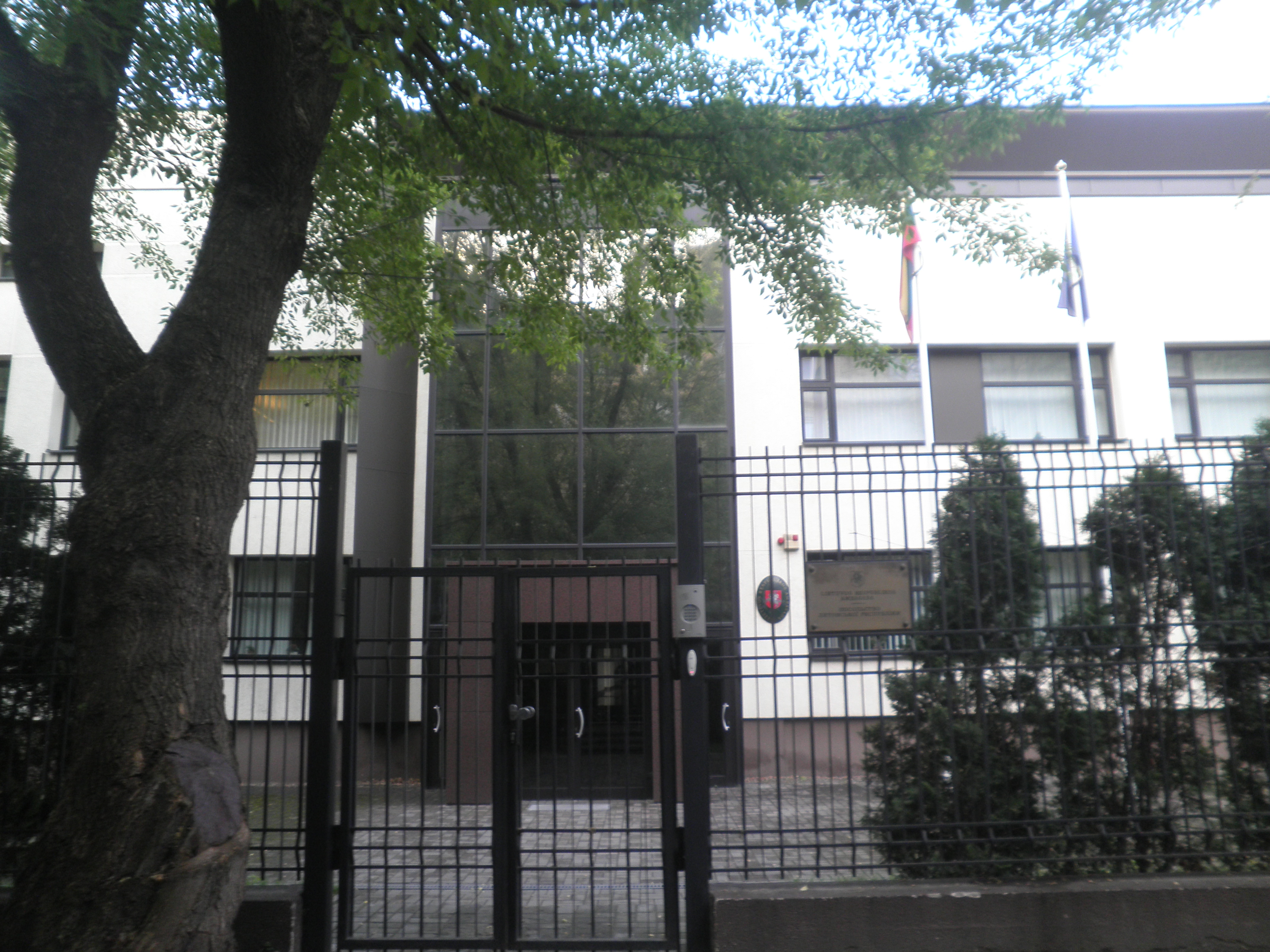
Посольство Литви в Україні
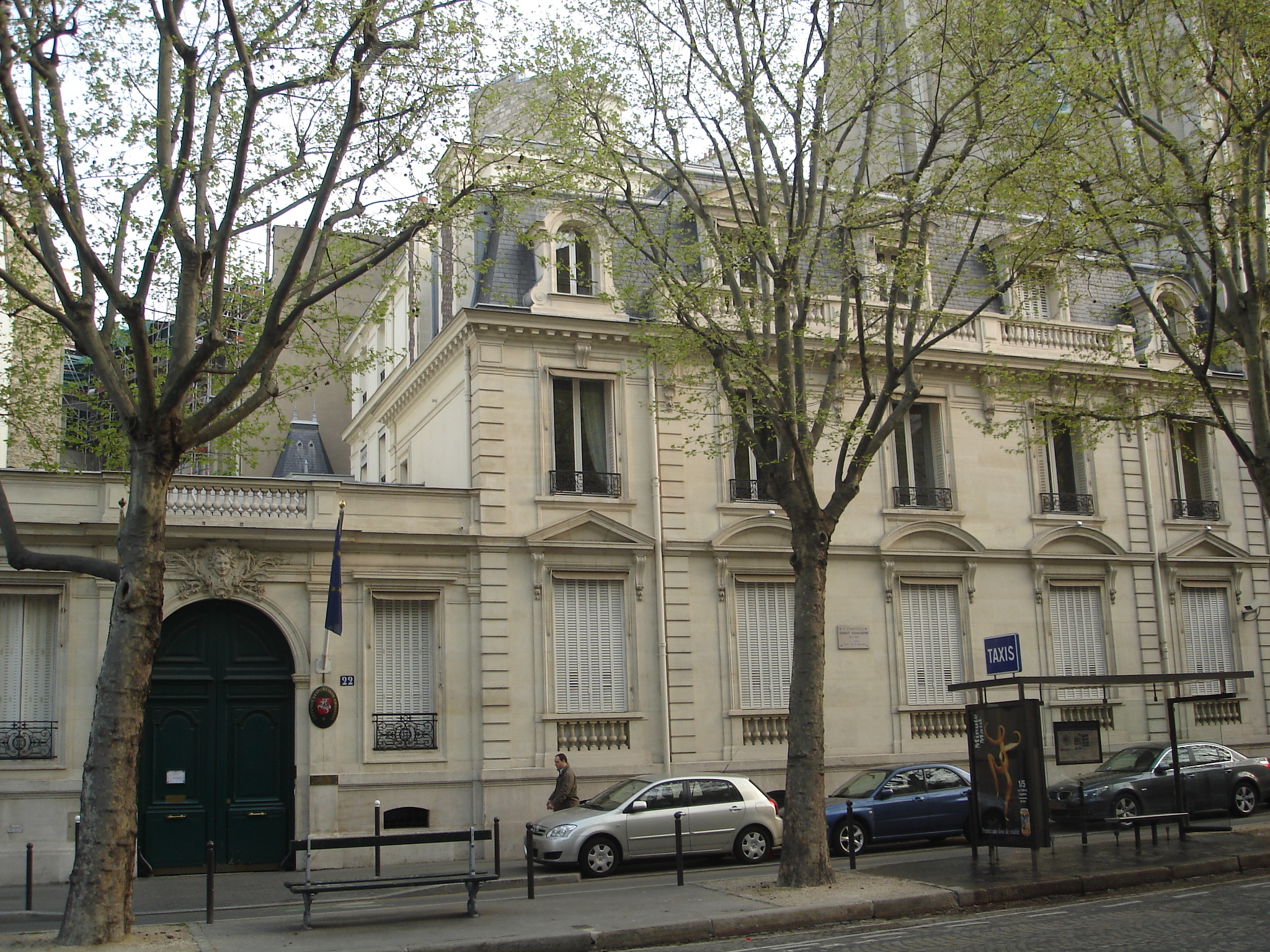
Посольство Литви у Франції
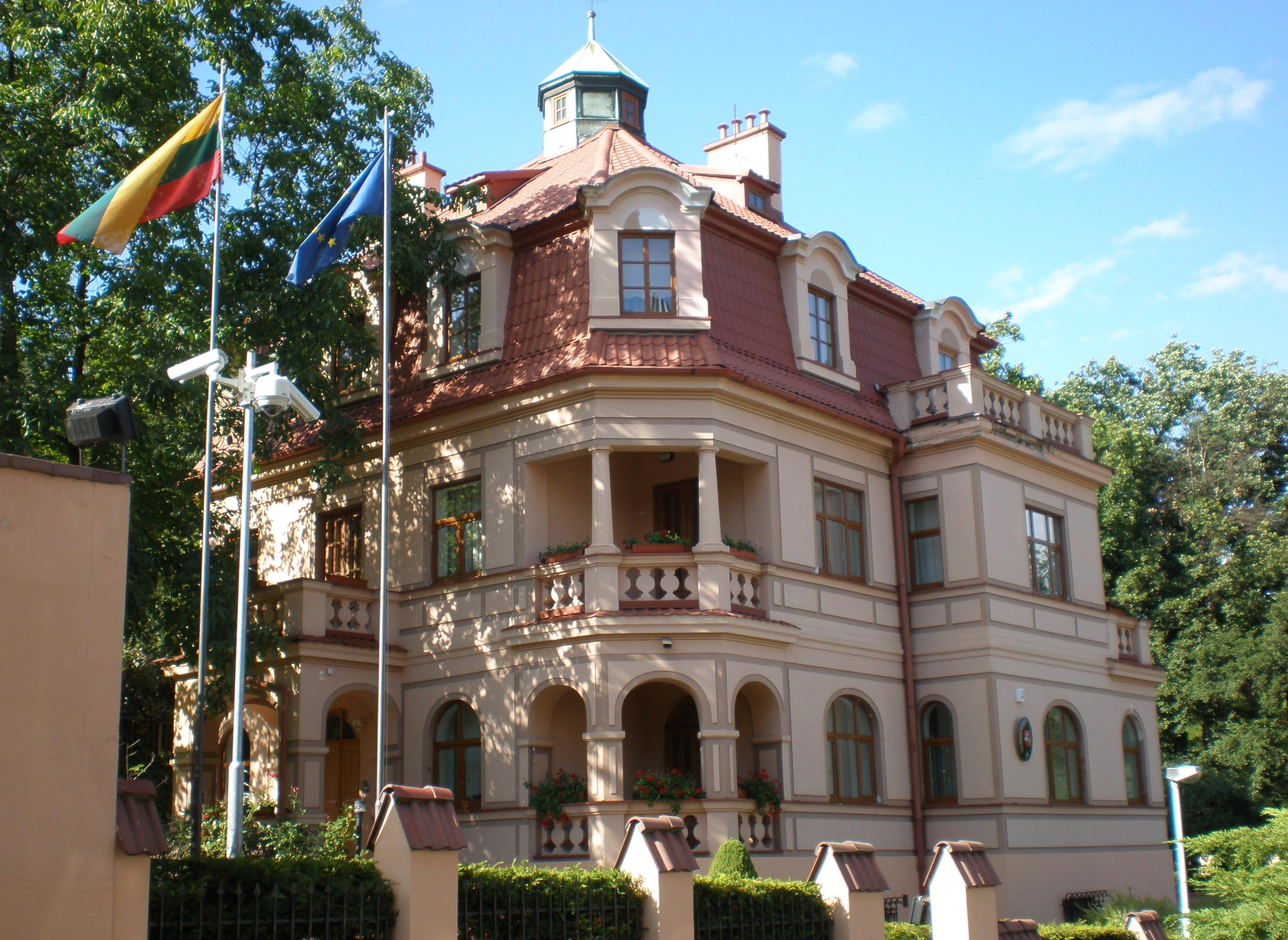
Посольство Литви в Чехії
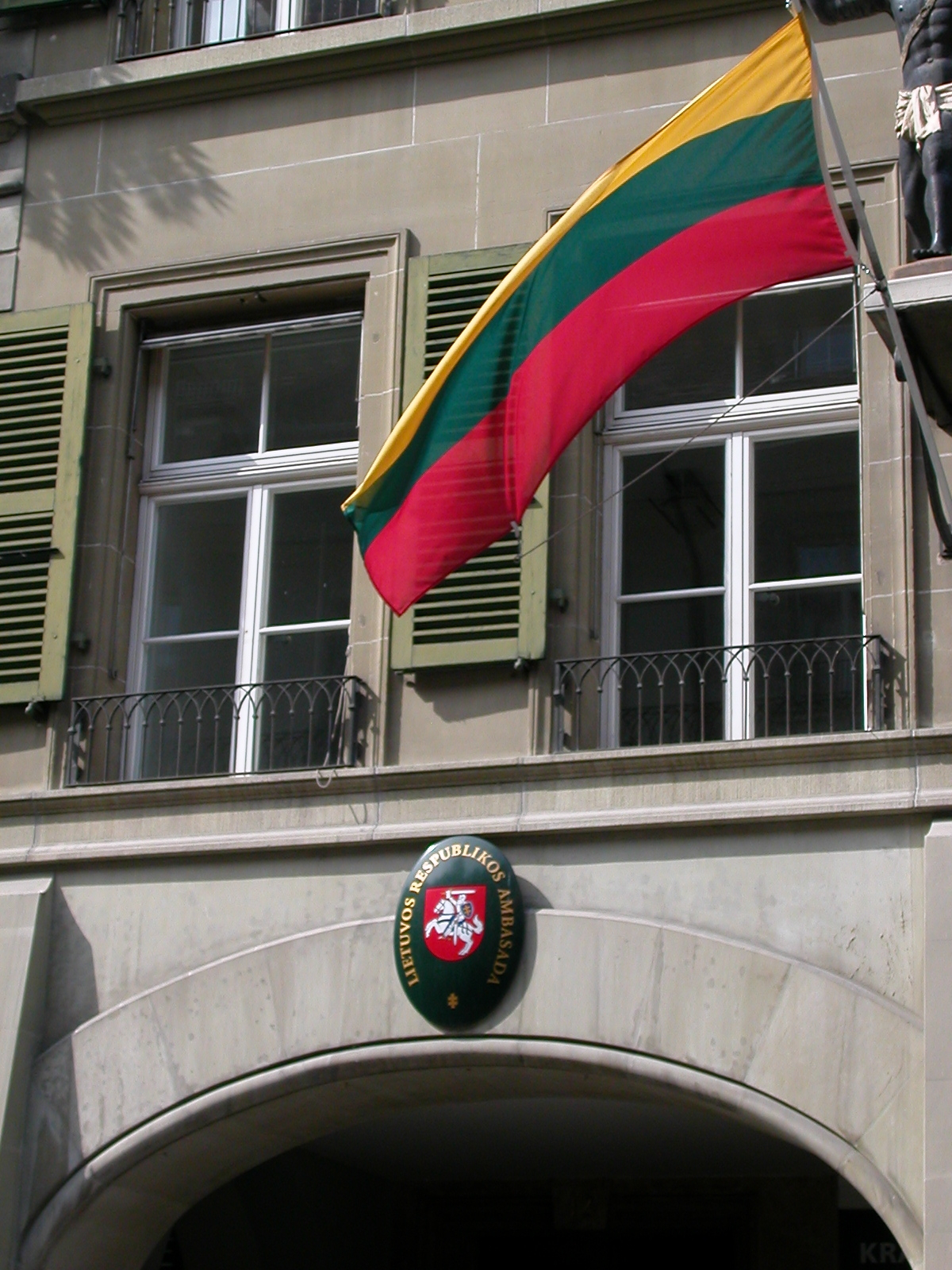
Посольство Литви в Швейцарії
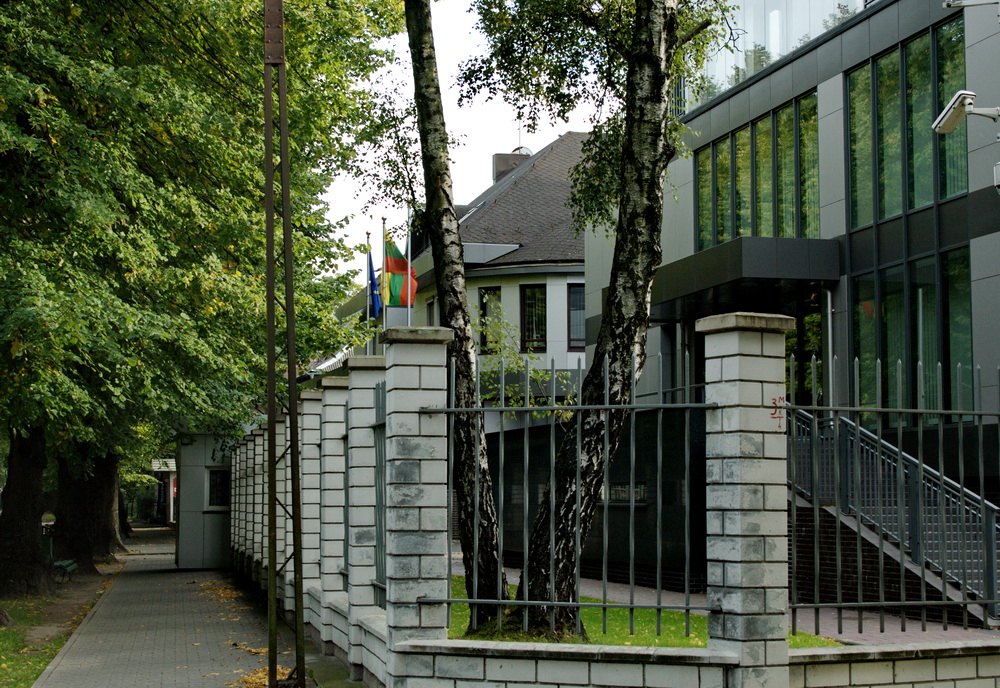
Генеральне консульство Литви в Калінінграді, Росія
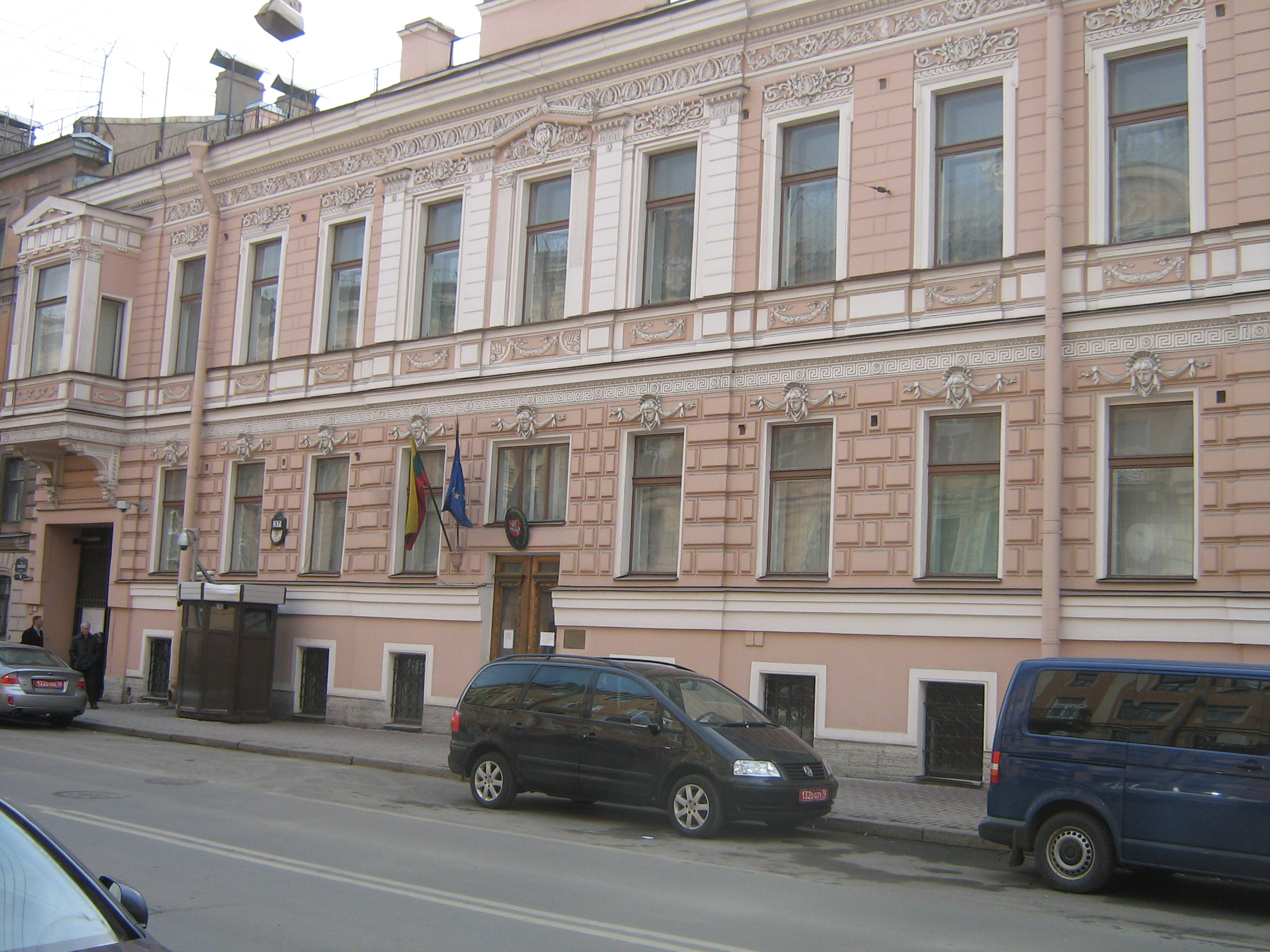
Генеральне консульство Литви в Санкт-Петербурзі, Росія